# هنري فيسل جونيور
هنري فيسل جونيور (بالإنجليزية: Henry Wessel, Jr.)‏ هو مصور أمريكي، ولد في 28 يوليو 1942 في تينيك (نيوجيرسي) في الولايات المتحدة، وتوفي في 20 سبتمبر 2018 في Point Richmond, Richmond, California ‏ في الولايات المتحدة بسبب سرطان الرئة.